# 冥伏
冥伏（みょうぶく）は仏教において、生命が単に生物がもつ特徴ではなく、宇宙自体が生命の存在であり、法則に貫かれたものであるとし、科学の枠を超えて、無機物も生命存在であると認識したときに、生と死の状態を説明する一つの概念。生の状態を生命の顕現状態とするなら、冥伏は生命の死の状態となる。これは一般的な死の概念と異なり、条件が整えば生に転換する可能性を秘めた眠りのような状態である。